# Chidi Onyemah
Philip Chidi Onyemah (Lagos, 20 febbraio 1984) è un ex calciatore nigeriano, di ruolo attaccante.

## Carriera

### Club
Ha giocato nella massima serie dei campionati portoghese, cipriota e greco.